# Marsdenia coulteri
Marsdenia coulteri är en oleanderväxtart som beskrevs av William Botting Hemsley. Marsdenia coulteri ingår i släktet Marsdenia och familjen oleanderväxter. Inga underarter finns listade i Catalogue of Life.